# Amt Bad Sülze

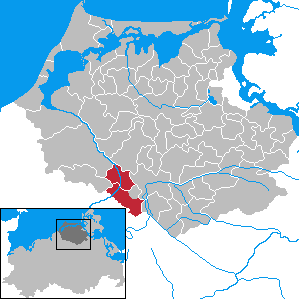
Amt Bad Sülze im Landkreis Nordvorpommern

Im Amt Bad Sülze im ehemaligen Landkreis Nordvorpommern in Mecklenburg-Vorpommern, das seit 1992 existierte, waren zuletzt die Stadt Bad Sülze (Amtssitz) und die Gemeinden Breesen, Böhlendorf, Dettmannsdorf, Eixen, Langsdorf, Schulenberg zur Erledigung ihrer Verwaltungsgeschäfte zusammengeschlossen.
Die noch bei Amtsgründung existierenden Gemeinden Dudendorf, Kavelsdorf und Ravenhorst gingen durch Gebietsänderungen zwischenzeitlich in anderen Gemeinden des Amtes auf. Kavelsdorf und Ravenhorst wurden am 13. Juni 1999 nach Eixen eingemeindet, Dudendorf am 1. Januar 2001 nach Dettmannsdorf.
Das Amt Bad Sülze wurde am 15. Februar 2004 aufgelöst. Aus dem Amt Bad Sülze und den ebenfalls aufgelösten Ämtern Trebeltal und Tribsees wurde das neue Amt Recknitz-Trebeltal mit Sitz in der Stadt Tribsees gebildet.

## Belege
1. ↑  Amt Bad Sülze im Geschichtlichen Ortsverzeichnis des Vereins für Computergenealogie, abgerufen am 2. Juli 2025.
2. ↑  Gebietsänderungen 1990–1999 (PDF-Datei; 73 kB), Statistisches Landesamt MV
3. ↑  Gebietsänderungen 2001 (PDF-Datei; 27 kB), Statistisches Landesamt MV